# Ivan Möller
Ivan Möller (Göteborg, 12 febbraio 1884 – Göteborg, 31 luglio 1972) è stato un velocista, ostacolista e altista svedese.

## Palmarès
- Argento a Stoccolma 1912 nella staffetta 4×100 metri.